# 索博特卡

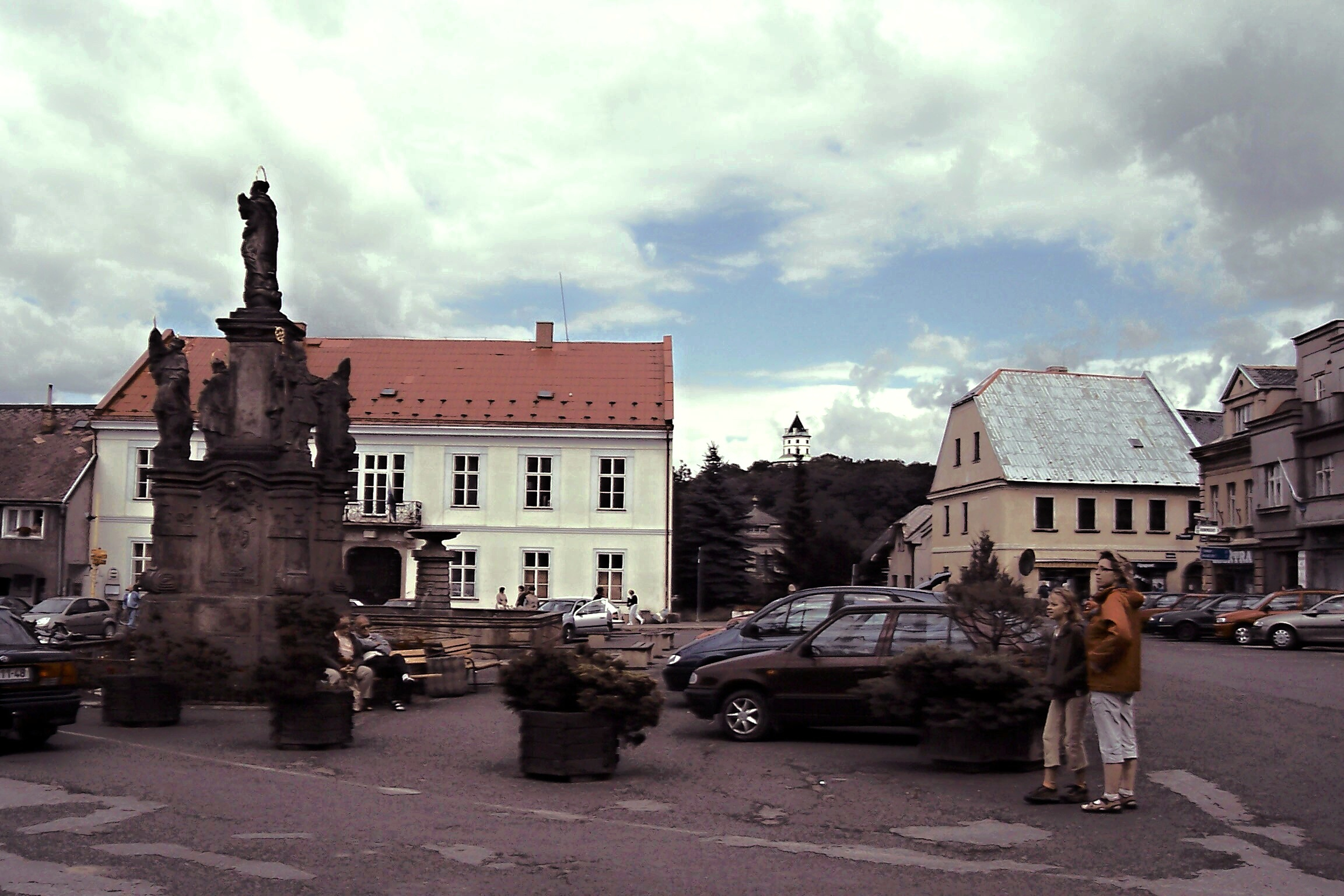

索博特卡（捷克語：Sobotka，發音：[ˈsobotka]）是捷克赫拉德茨-克拉洛韋州的城鎮，位於該國北部，距離首都布拉格80公里，面積19.31平方公里，海拔高度305米，2006年人口2,325。

## 外部連結
- Municipal website （页面存档备份，存于） (in Czech)